# Krocionogowate

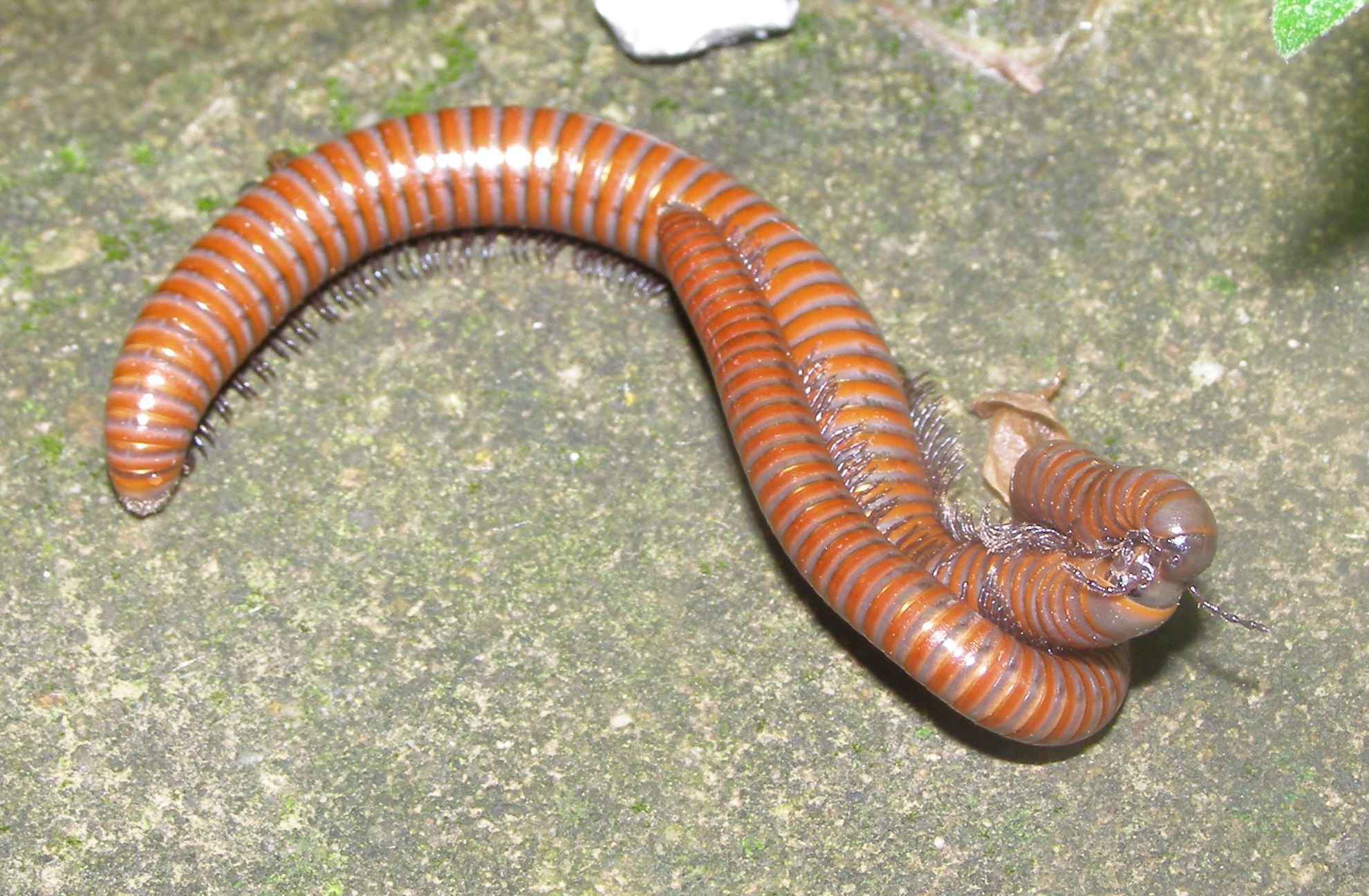
Kopulująca para Julus carpathicus

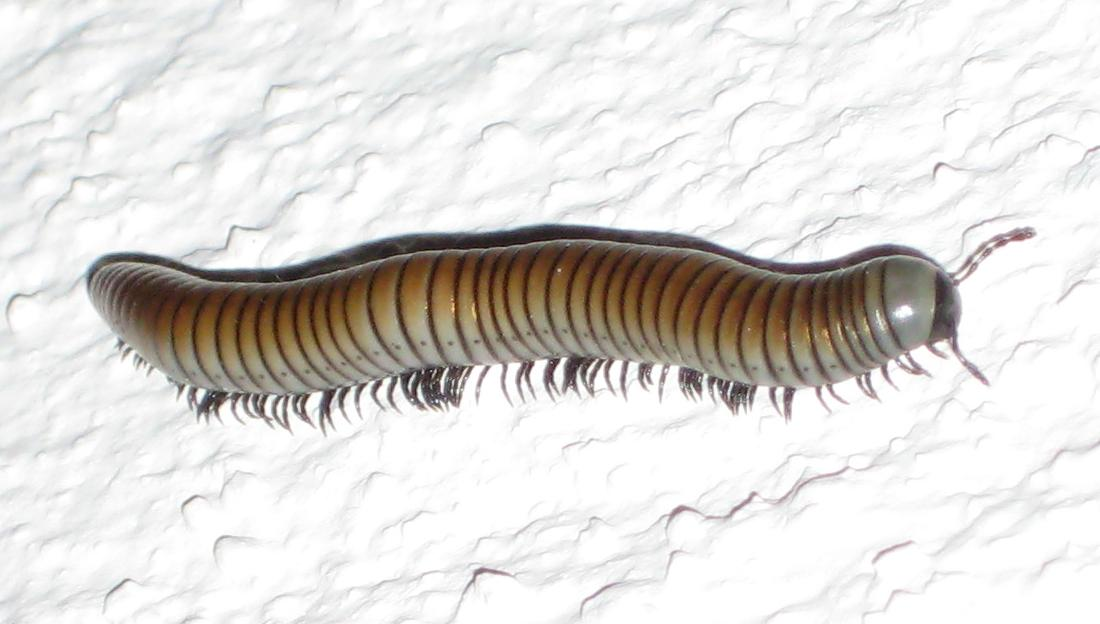
Ommatoiulus rutilans

Krocionogowate (Julidae) – rodzina wijów z gromady dwuparców i rzędu krocionogów właściwych. Ich ciało jest wydłużone, segmentowane, szare, brunatne lub czarne. Nogi i czułki są krótkie. Krocionogowate zamieszkują ściółkę lub spróchniałe drewno. Są roślinożerne i żywią się głównie szczątkami roślinnymi, pędami, kiełkującymi nasionami, młodymi korzonkami, owocami, bulwami i grzybami. Krocionogi mierzą od 3 mm do 20 cm długości. W Polsce występuje 85 gatunków, m.in.: Cylindrojulus boleti, Leptophyllum nanum, Julus terrestris, Julus scandinavius, Ophyiulus fallax oraz krocionóg piaskowy (Schizophyllum sabulosum).
Do Julidae należy około 500 opisanych gatunków zgrupowanych w około 90 rodzajach, w tym:

- Acanthoiulus Verhoeff, 1894
- Afropachyiulus Schubart, 1960
- Allajulus C.L. Koch, 1847
- Allopodoiulus Verhoeff, 1898
- Alpityphlus Strasser, 1967
- Amblyiulus Silvestri, 1896
- Anagaiulus Enghoff, 1992
- Apfelbeckiella Verhoeff, 1901
- Balkanophoenix Verhoeff, 1937
- Banatoiulus Tabacaru, 1985
- Brachyiulus Berlese, 1884
- Buchneria Verhoeff, 1941
- Catamicrophyllum Verhoeff, 1900
- Cerabrachyiulus Verhoeff, 1901
- Chaetoleptophyllum Verhoeff, 1898
- Chaitoiulus Verhoeff, 1895
- Chersoiulus Strasser, 1938
- Chromatoiulus Verhoeff, 1894
- Cylindroiulus Verhoeff, 1894
- Cypriopachyiulus Strasser, 1967
- Dolichoiulus Verhoeff, 1900
- Elbaiulus Verhoeff, 1930
- Enantiulus Attems, 1894
- Geopachyiulus Verhoeff, 1899
- Haplophyllum Verhoeff, 1897
- Haplopodoiulus Verhoeff, 1898
- Heteroiulus Verhoeff, 1897
- Hylopachyiulus Attems, 1904
- Hypsoiulus Verhoeff, 1913
- Interleptoiulus Mrsic, 1988
- Julus Linnaeus, 1758
- Kryphioiulus Read, 1990
- Lamellotyphlus Tabacaru, 1976
- Leptoiulus Verhoeff, 1894
- Leptotyphloiulus Verhoeff, 1899
- Macheiroiulus Verhoeff, 1901
- Megaphyllum Verhoeff, 1894
- Mesoiulus Berlese, 1886
- Metaiulus Blower & Rolfe, 1956
- Micropachyiulus Verhoeff, 1899
- Ommatoiulus Latzel, 1884
- Ophyiulus Berlese, 1884
- Pachyiulus Berlese, 1883
- Pachypodoiulus Verhoeff, 1901
- Parastenophyllum Verhoeff, 1899
- Pteridoiulus Verhoeff, 1913
- Rhamphidoiulus Attems, 1905
- Rhodopiella Strasser, 1966
- Rossiulus Attems, 1926
- Rumaniulus Attems, 1926
- Serboiulus Strasser, 1962
- Stenophyllum Verhoeff, 1897
- Styrioiulus Verhoeff, 1928
- Symphyoiulus Verhoeff, 1898
- Syniulus Strasser, 1974
- Syrioiulus Verhoeff, 1914
- Tachypodoiulus Verhoeff, 1893
- Telsonius Strasser, 1976
- Trogloiulus Manfredi, 1931
- Typhloiulus Latzel, 1884
- Unciger Brandt, 1841
- Xestoiulus Verhoeff, 1893